# 錫爾弗克里克鎮區 (愛荷華州波特瓦特米縣)
錫爾弗克里克鎮區（英語：Silver Creek Township）是位於美國愛荷華州波特瓦特米縣的一個行政鎮區。

## 地方資料
根據2010年美國人口普查的數據，錫爾弗克里克鎮區的面積為91.28平方千米，當中陸地面積為91.28平方千米，而水域面積為0.00平方千米。當地共有人口957人，而人口密度為每平方千米10.48人。